# انجمن بین‌المللی دانشجویان دندانپزشکی
انجمن بین‌المللی دانشجویان دندانپزشکی (انگلیسی: International Association of Dental Students) در سال ۱۹۵۱ در دانمارک به جهت تأمین اهداف آموزشی دانشجویان دندانپزشکی سراسر دنیا تأسیس شد. دفتر مرکزی این انجمن در ژنو سویس و زیر نظر FDI می‌باشد. این انجمن با داشتن نمایندگی ۲۰۰٫۰۰۰ دانشجو در ۶۰ کشور در سراسر دنیا تلاش می‌کند تا دانشجویان را در زمینه‌های آموزشی و علمی از طریق برنامه‌ها و پروژه‌های بین‌المللی خود ارتقا ببخشد. این انجمن برای دانشجویانی است که توانایی‌های خود را فراتر از کلاس درسی و دانشگاه می‌بینند و علاقه به فعالیت‌های مختلف دارند. فعالیت‌های این انجمن شامل برنامه‌های برای آشنا کردن دانشجویان کشورهای مختلف با کلینیک‌های دانشگاه‌های دیگر، برنامه‌های پروفیلاکسی مختلف و برنامه‌های تمرینی می‌باشد.

## جلسات
اهداف برنامه‌ها و ملاقات‌های ۶ ماهه این انجمن در قالب کنگره برای جمع شدن نمایندگان IADS در کشورهای مختلف برای مطرح کردن مشکلات و تبادل نظرات با یکدیگر در جلسه‌ها می‌باشد تا با کار کردن با یکدیگر انجمن را بهبود بخشند. این کنگره‌ها همچنین شامل مسابقات علمی، کنفرانس‌های علمی و برنامه‌های مهیج تفریحی نیز می‌باشد که هر ۶ ماه در یک کشور برگزار می‌شود. دانشجویان کشورهای مختلف علاوه بر آشنایی با یکدیگر و آشنایی با فرهنگ‌های یکدیگر، می‌توانند با پژوهش‌های روز آشنا بشوند و پیوندی نا گسستنی بین خود و دانشجویان هم رشته خود برقرار کنند تا سبب پیشرفت رشته دندانپزشکی گردند.
نمایندگان این انجمن سالی ۲ بار همدیگر را می‌بینند که اصلی‌ترین و مهمترین آن کنگره سالیانه IADS می‌باشد که پایان تابستان برگزار می‌شود و انتخابات IADS برای تایین مسئولین آن نیز در همین کنگره انجام می‌شود و یک ملاقات بین این کنگره‌ها در قالب Mid-year meeting که پایان زمستان یا اوایل بهار برگزار می‌شود تا فعالیت انجمن ارزیابی بشود.

## ایران در انجمن بین‌المللی دانشجویان دندانپزشکی
تا کنون کشورهای بسیاری از جمله ایران عضو آن شدند. ایران از سال ۲۰۱۱ عضویت خود را به صورت local در این انجمن شروع کرد و بعد از ۲ سال عضویت خود را ارتقا داد و ایران به صورت ملی و national عضویت خود را ادامه داد. فعالیت‌های ایران به عنوان عضوی ملی تا کنون شامل برنامه‌های exchange بوده است که به صورت ۲ طرفه و یک طرفه بین کشورهای ایران، بریتانیا، جمهوری چک، اسلوانی، ایتالیا و …، برنامه‌های پروفیلاکسی در مورد دیابت و اوتیسم و برنامه‌های تمرینی شامل نحوه ارائه دادن (presentation skills) بوده است. دفتر اصلی این انجمن در دانشکده دندانپزشکی دانشگاه تهران با نام Students Scientific Research Center قرار دارد.